# Ignjat Job
Ignjat Job (ur. 28 marca 1895 w Dubrowniku, zm. 28 kwietnia 1936 w Zagrzebiu) – serbski malarz ekspresjonistyczny, jeden z przedstawicieli tego stylu w jugosłowiańskiej scenie artystycznej w latach 30. XX wieku. Jego pejzaże Dalmacji są zbliżone do charakteru dzieł Van Gogha. Znany jest najbardziej ze swojej serii obrazów inspirowanych swoim życiem na wyspie Brač – „można poczuć pozytywny wpływ krajobrazu wyspy [Brač], te gorące słońce, niebieskie morze i zielone gałęzie drzew oliwnych kołyszących się przez powiew mistralu”. Malowidła przedstawiały krajobrazy terenów nad Morzem Śródziemnym, motywy Supetry, łowienia ryb, rzadziej natomiast malował portrety lub obrazy ukazujące nagość.

## Życiorys
Ignjat Job urodził się w Dubrowniku. Jego rodzina pochodziła z Udine, ale identyfikowali się jako serbscy katolicy, a później jako Chorwaci. Job sam uważał się za Serba. Jego ojciec zmarł, kiedy miał 5 lat. Do 1910 chodził do szkoły w Dubrowniku. Ważny wpływ na jego wczesny rozwój intelektualny i artystyczny spowodował starszy brat Cvijeto (1892–1915), który ukończył studia artystyczne w Belgradzie i Monachium, zanim został wysłany jako żołnierz lądowej serbskiej armii na I wojnę światową. Jako aktywny zwolennik niepodległości Austro-Węgier, Ignjat Job został aresztowany w 1912 wraz z innymi młodymi nacjonalistami i zostali skazani jeden miesiąc więzienia. W 1913, w wieku 18 lat, na świat przyszła jego córka, Marija. W 1914 został ponownie aresztowany i osadzony w więzieniu w Szybeniku, jednak dzięki dobrym kontaktom, został przeniesiony do szpitala psychiatrycznego, w którym przebywał do września 1916. Traumatyczne przeżycia z dwuletniego pobytu w zakładzie psychiatrycznym odcisnęły się na następne lata Joba i zostawiły ślad na jego dziełach, przede wszystkim na rysunku Madmen in the Yard, który wykonał w latach 1916–1919.

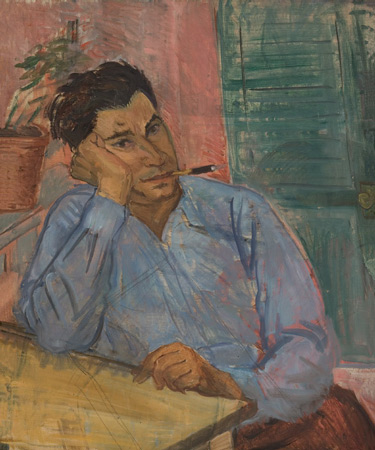
Autoportret, obraz olejny (1931)

W 1917, wraz z matką i młodszym bratem Nikolem, przeprowadzili się do Zagrzebia, w którym Job zapisał się do Wyższej Szkoły Sztuki i Rzemiosła (Viša škola za umjetnost i umjetni obrt). Ożenił się w tym mieście z Viktoriją Oršić. Po spędzeniu okresu letniego w Dubrowniku i na Lopudzie, para wróciła w porze jesiennej do Zagrzebia. Rozwiedli się w 1920. W tym samym roku zmarła jego matka i z powodu nieuczęszczania na zajęciach został wyrzucony ze studiów. Majątek rodziny został wykorzystany na przymusowe pożyczki wojenne, na zakup mieszkania w Zagrzebiu, a także na edukację dzieci. Job stał się wówczas zależny od swoich przyjaciół, przez co bardziej był podatny na ataki depresji i pogarszające się zdrowie.
W grudniu 1920 Job wyruszył do Włoch, zwiedzając Rzym, Neapol i Capri. W drodze powrotnej przez Dubrownik i Zagrzeb odwiedził również Belgrad, w którym spotkał się m.in. z Petarem Dobrovićiem – jednym z lokalnych artystów modernistycznych. W 1923 zawarł małżeństwo z Živką Cvetković, a w 1924 urodziła mu się druga córka, Cvijeta.
Wiosną 1925 zdiagnozowano u Joba gruźlicę, a leczenie choroby rozpoczęął w okolicach wąwozu Ovčar-Kablar, kiedy jego rodzina przeprowadziła się do wioski Kulina, niedaleko Kruševaca. Tam malował swoje wspomnienia z wybrzeża, głównie na płótnach o małym formacie.
Job przeszedł na prawosławie i zawarł ponownie małżeństwo ze swoją drugą żoną w Cerkwi Świętego Sawy w Belgradzie. W październiku 1925 urodził się jego syn, Rastko, nazwany imieniem swojego ojca chrzestnego, Rastko Petrovićia. Wkrótce jednak Rastko zachorował i zmarł w marcu następnego roku. Śmierć syna wywarło na Jobie ogromne załamanie nerwowe i emocjonalne.
W 1927 rodzina przeniosła się do Vodice, nieopodal Szybenika, a od 1928 mieszkali w Supetrze na wyspie Brač. Ten czas okazał się dla Joba najbardziej twórczym w swojej karierze artystycznej, a jego styl zaczynał przypominać styl Van Gogha. Job zaczął skupiać się na swoich osobistych uczuciach – silna ekspresja stała się cechą jego twórczości. W 1929 miał swoją pierwszą indywidualną wystawę w Splicie, która została dobrze przyjęta przez opinię publiczną, jak i przez krytyków. W swojej drugiej wystawie w Salon Galić w Splicie, styl Joba rozwinął się bardziej w stronę ekspresjonizmu.
W latach 1934–1935 Job mieszkał w Belgradzie i Zagrzebiu, później wrócił do Supetry. Zmarł 28 kwietnia 1936 w zagrzebskim szpitalu z powodu gruźlicy. Został pochowany w cmentarzu Mirogoj

## Styl

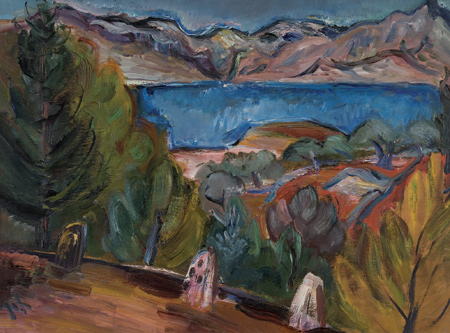
Pejzaž, obraz olejny (1935)

Najlepszy, najbardziej twórczy i najbardziej ekspresyjny okres Joba trwał najkrócej w swojej karierze artysty. Na początku lat 20. XX wieku, jego obrazy wciąż ukazują wpływ wystawy Spring Salon, zaokrąglając kształty i przedstawiając bardziej przytłumione kolory. Jednakże zainspirowany widokami z rodzinnej Dalmacji i napędzany swoimi osobistymi demonami, Job stał się jednym z najbardziej ekspresyjnych malarzy na chorwackiej scenie sztuki modernistycznej w latach 20. i 30. XX wieku. Jego późniejsze dzieła szły w kierunku techniki fowistycznej i przedstawiały wyraziste oraz ekspresyjne kolory. Krajobrazy były dla Joba symbolem, natomiast kolorów używał, aby pokazać swoje emocje, własne życiowe doświadczenie, reakcję na środowisko i jego rdzennych mieszkańców. Jego sztuka była zakorzeniona w stylu życia na wyspie, a on realizował swoją własną wizję. Igor Zidić, krytyk historyczny: „Wszystkie dzieła Joba, od 1928 do jego śmierci, odcisnęły zauważalnie piętno lokalnie i regionalnie, pożyczając elementy ze świata i małych miasteczek w Dalmacji, w których żył, wykorzystując maksymalnie klimat otoczenia, barw, melodii, wydarzeń, kształtów… Był bardzo spostrzegawczy, posiadając dużą dozę humoru, od komizmu do tragikomedii, od szalonych, śmiesznych, fantastycznych aż do pijaństwa”.

## Dziedzictwo
Dzieła Joba znajdują się w antologiach chorwackiej, serbskiej i jugosłowiańskiej sztuce.

## Dzieła

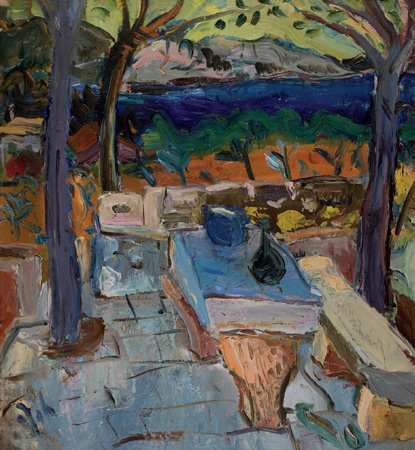
Obraz olejny Joba Kamienny stół (Kameni stol) z 1935 został wykorzystany w wielu znaczkach pocztowych wydanych przez Hrvatska pošta

Fotografie obrazów Joba można obejrzeć internetowo na stronie Adris Group, Arte Galerija, Galerija Remek-Djela oraz w galerii Branislava Deškovićia w Bol.
- Santa Maria (1921)[16][18]
- Primorsko selo (1925)[17]
- Planinski pejzaž (1927)[17]
- Riblja Piaca (1927)[20]
- Molitva (1927–1928)[16][18]
- Autoportret sa šeširom (1928–1929)[16]
- Moj dom u Supetru (1929)[16][17]
- Ludaci (1929)[17]
- Šjor Bepo (1929)[21]
- Polje (1930)[16]
- Selo (1930)[22]
- Pejzaž (1930)[16]
- Poslije berbe (1930)[16]
- Pejzaž sa umetnikovim domom (1930)[17]
- Minčeta s palmom (1931)[16]
- Autoportret (1931)[16]
- Pejzaž kroz bore i maslina (1931)[18]
- Bezazleni (1931)[16][18]
- Ženski akt (1931)[16][18]
- Portret Lize Križanić (1931)[17]
- Pejzaž s kućom (1932)[18]
- Pejzaž s crkvom (1932)[16]
- Škarpina (1932)[16][18]
- Kuća pod bregom (1932)[16]
- Tučnjava u gostionici (1932)[16][18]
- Na terasi (1932)[17]
- Dvorište (1932)[17]
- Povratak s berbe (1932–1933)[16]
- Gripe (1933–1934)[16][17][18]
- Vela Glavica I (1933)[16][18]
- Vela Glavica II (1933)[17]
- Nedelja (1933)[17]
- Primorski pejzaž (Borovi) (1933)[17]
- Dvorište sa cvećem (1934)[17]
- Ležeći akt (1934)[17]
- Ribari pred oluju (1934)[18]
- Pejzaž (1935)[18]
- More i borovi (1935)[16][22]
- Krčma (1935)[16]
- Turnanje vina (1935)[16]
- Masline I (1935)[17]
- Kameni stol (1935)[16][18]

## Wystawy
Za życia Ignjat Job miał wystawy swoich prac w Splitcie, Zagrzebiu i Belgradzie.

### Wystawy indywidualne
Ostatnie wystawy artysty:
- Ignjat Job, Pawilon Sztuki w Zagrzebiu (1997)[23]
- Adris Gallery (2007)[24]
- Muzeum Narodowe w Belgradzie (2013)

### Wystawy grupowe
- Muzeum Sztuki Nowoczesnej w Dubrowniku (2007–2008)[23]
- 100 Godina Srpske Umetnosti, Narodowe Muzeum w Belgradzie (2009)[25]

### Kolekcje publiczne
Prace Joba można znaleźć w następujących kolekcjach publicznych:

#### Chorwacja
- Galeria Nowoczesna w Zagrzebiu[26]
- Gallery of Fine Arts w Splitcie[27]
- Art Gallery of the National Museum in Zadar[22]
- Galerija Branislav Dešković[19]
- Muzeum Sztuki Nowoczesnej w Dubrowniku[21]

#### Serbia
- Pavle Beljanski Memorial Collection[7]
- Museum of Contemporary Art w Belgradzie[20]
- Muzeum Narodowe w Belgradzie
- Zgromadzenie Narodowe Republiki Serbii
- Belgrade City Museum

## Galeria

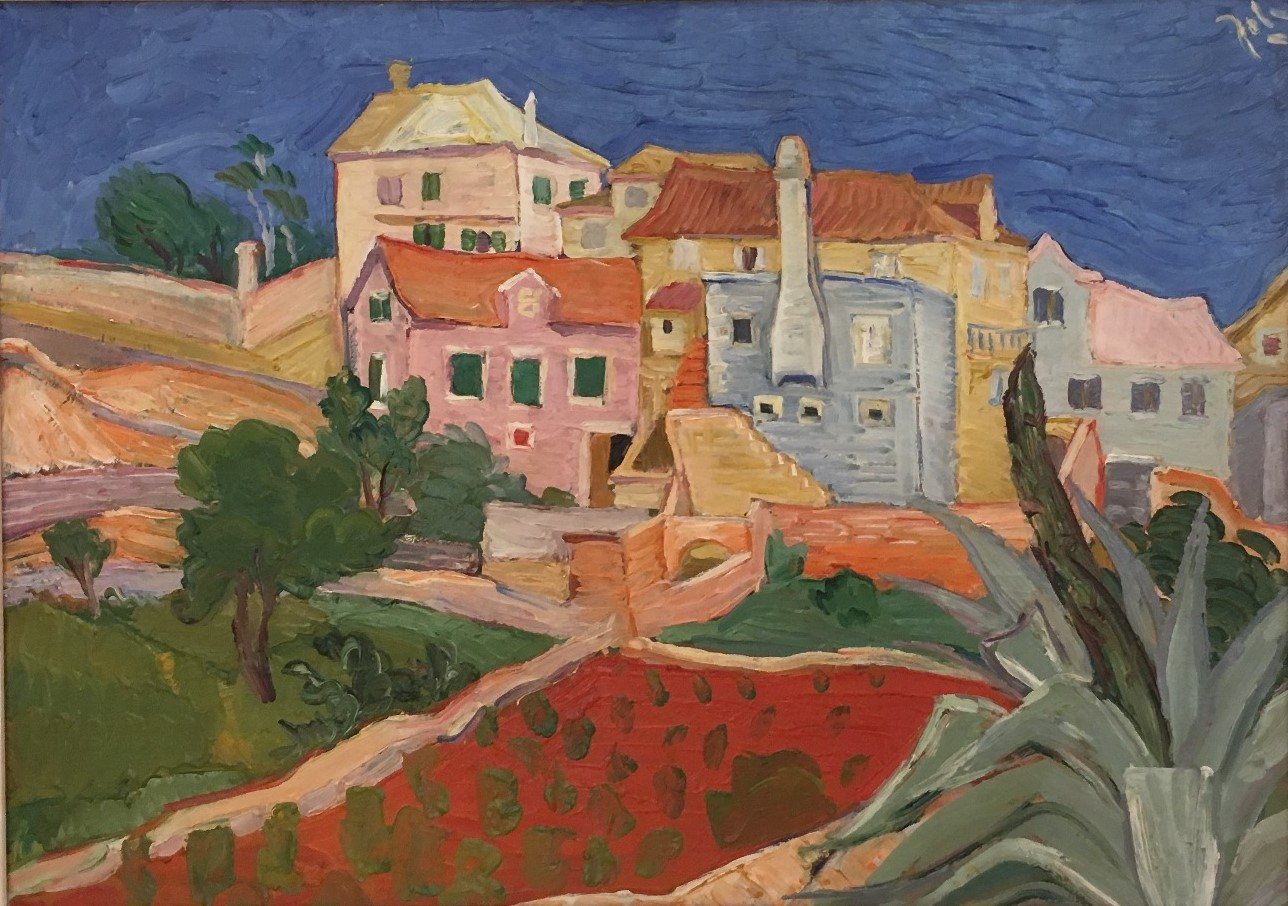
Moj dom u Supetaru (1929)
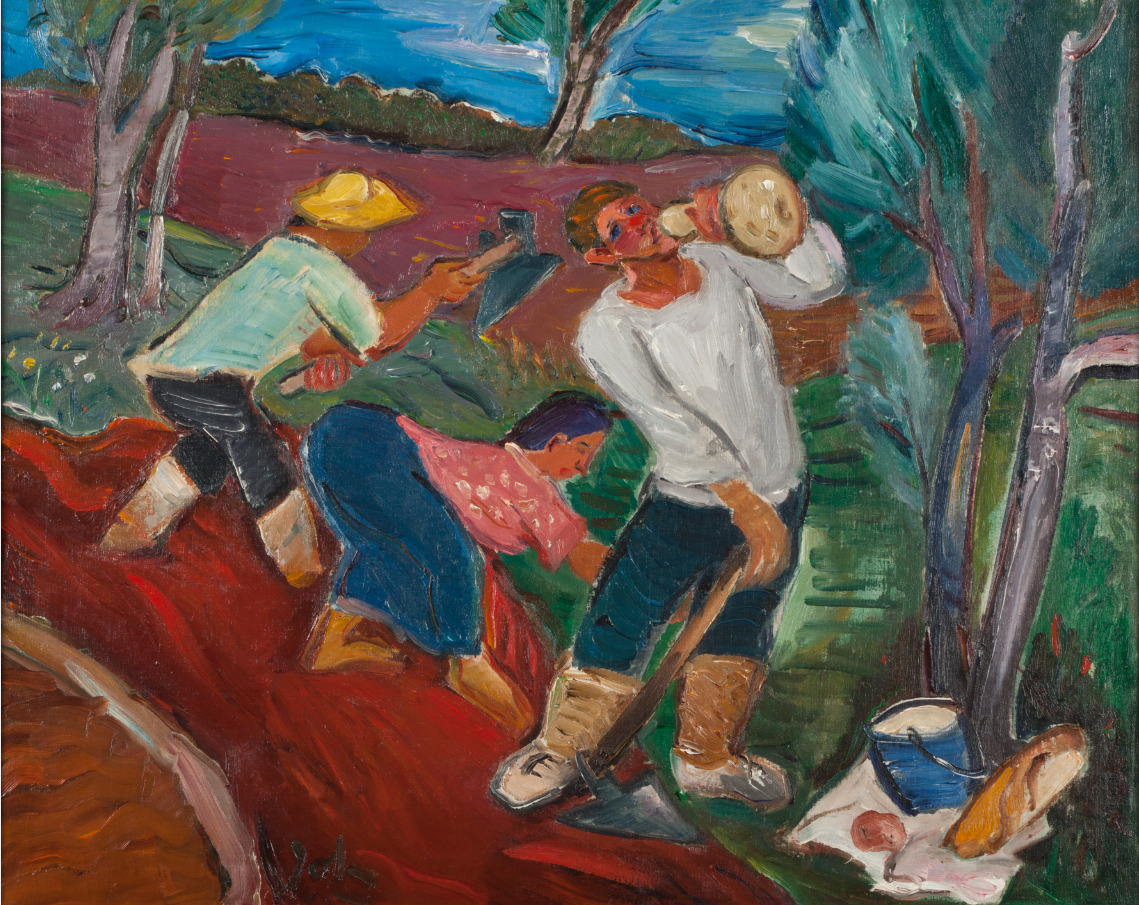
Kopači (1932)
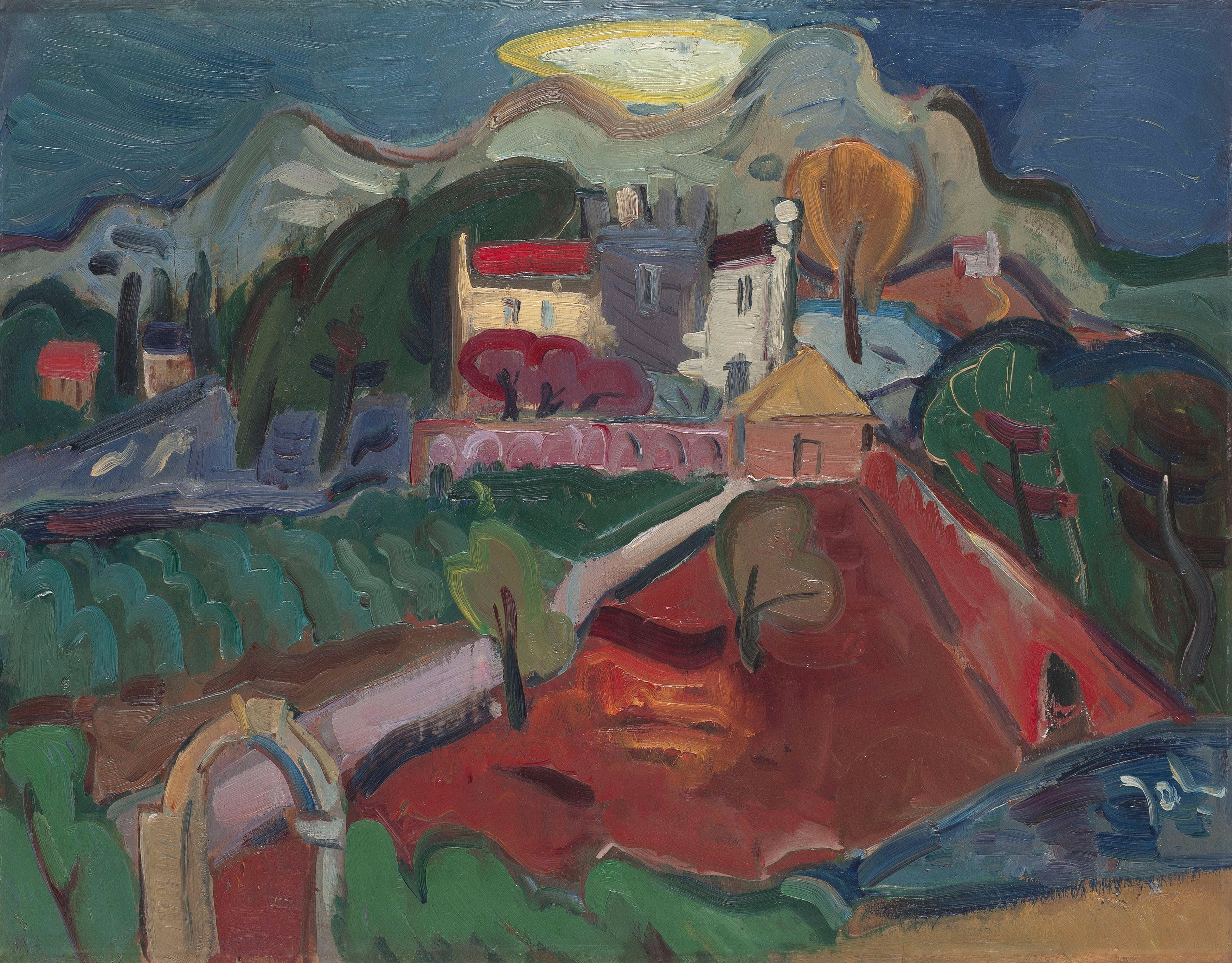
Lumbarda (1933)
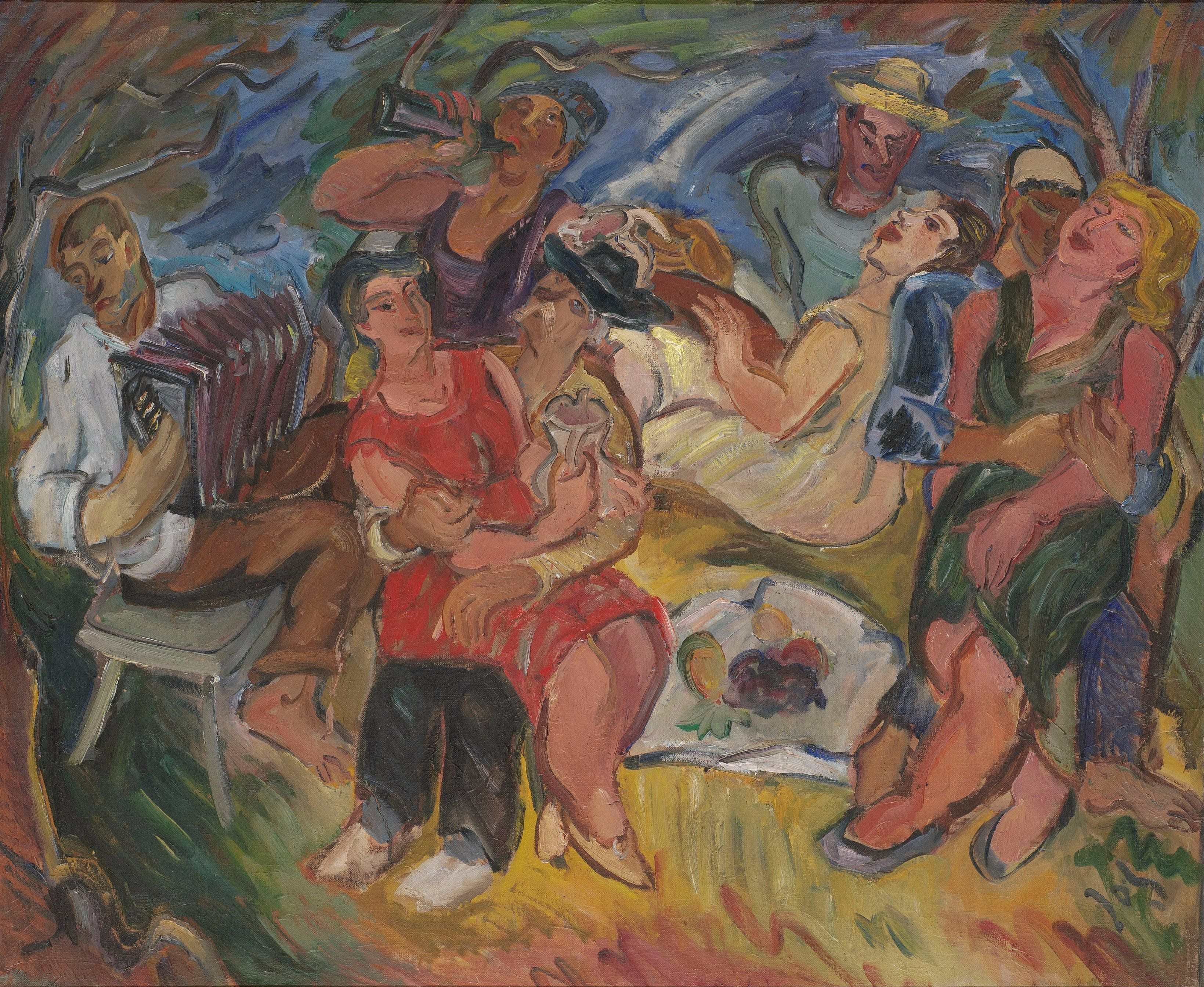
Nedelja (1932–1933)